# Frontière entre la Libye et le Soudan

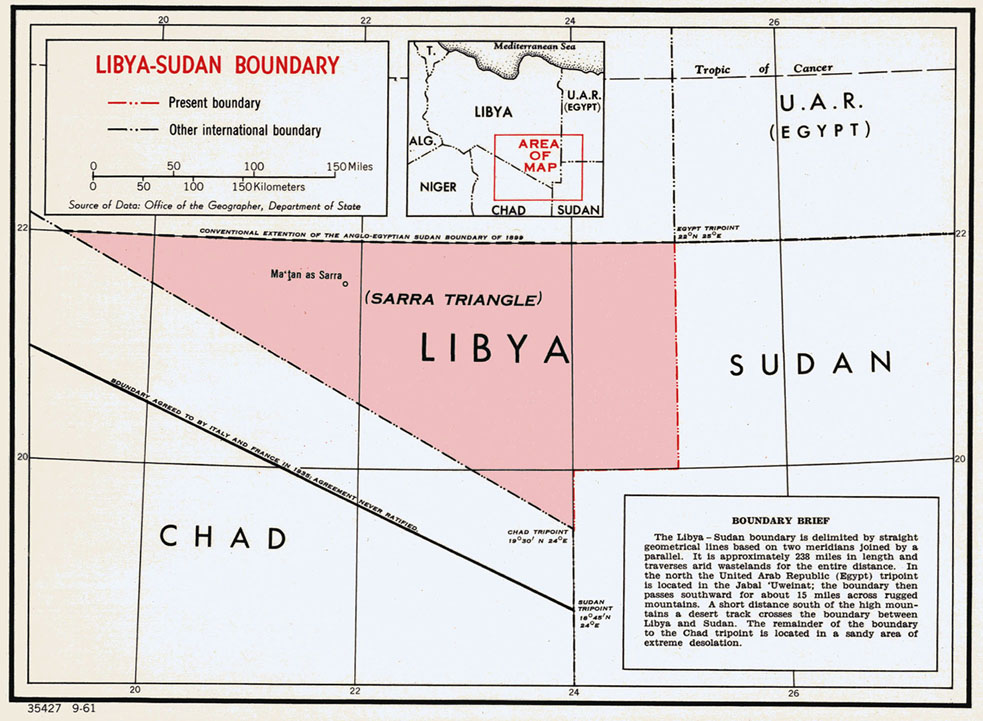
carte de la frontière Libye-Soudan

Cet article traite de la frontière entre la Libye et le Soudan.

## Tracé
Au nord, la frontière débute au tripoint, intersection entre les frontières entre Égypte et Libye d'une part, et entre Égypte et Soudan d'autre part (22° 00′ N, 25° 00′ E). La frontière suit ensuite le méridien de 25°E en direction du sud, à travers le Sahara, jusqu'à 20° 00′ N, 25° 00′ E (221 km). À ce point, elle s'oriente vers l'ouest en suivant le parallèle de 20°N jusqu'à 20° 00′ N, 24° 00′ E (105 km). À ce niveau, elle reprend la direction du sud jusqu'à 19° 30′ N, 24° 00′ E, tripoint avec les frontières Libye-Tchad et Soudan-Tchad (55 km).
Les trois sections de la frontière sont des segments de parallèle ou de méridien. Au total, la frontière mesure 381 km.

## Historique
Le 19 janvier 1899, l'accord entre l'Égypte et le Royaume-Uni au sujet du Soudan anglo-égyptien fixe la limite nord de celui-ci au 22e parallèle, mais ne précise pas sa limite ouest. Celle-ci est établie en 1925 par un accord entre l'Italie et le Royaume-Uni : la limite sud entre l'Égypte et la Libye (alors colonie italienne) est fixée au point de coordonnées 22°N et 25°E.
Au sud, les sphères d'influence anglaise et française sont limitées le 21 mars 1899 par une ligne débutant à l'intersection entre le tropique du Cancer et le 16e méridien est et s'étendant vers le sud-est jusqu'au 24e méridien est. La convention anglo-française du 8 septembre 1919 définit plus précisément cette limite à 19°30' N. La ligne sépare alors le Soudan anglo-égyptien du Tchad français.
En 1925, le coin nord-ouest du Soudan forme donc un triangle, nommé triangle de Sarra. Le 20 juillet 1934, l'administration de ce triangle est transférée à l'Italie et la frontière entre les deux colonies prend le tracé actuel. Le royaume de Libye devient indépendant le 24 décembre 1951 et le Soudan le 1er janvier 1956 ; le tracé de la frontière n'est pas modifié lors de ces indépendances.